# Trichomycterus chiltoni
Trichomycterus chiltoni är en fiskart som först beskrevs av Eigenmann 1928.  Trichomycterus chiltoni ingår i släktet Trichomycterus och familjen Trichomycteridae. IUCN kategoriserar arten globalt som otillräckligt studerad. Inga underarter finns listade i Catalogue of Life.